# Thomas Lowry (Unternehmer)

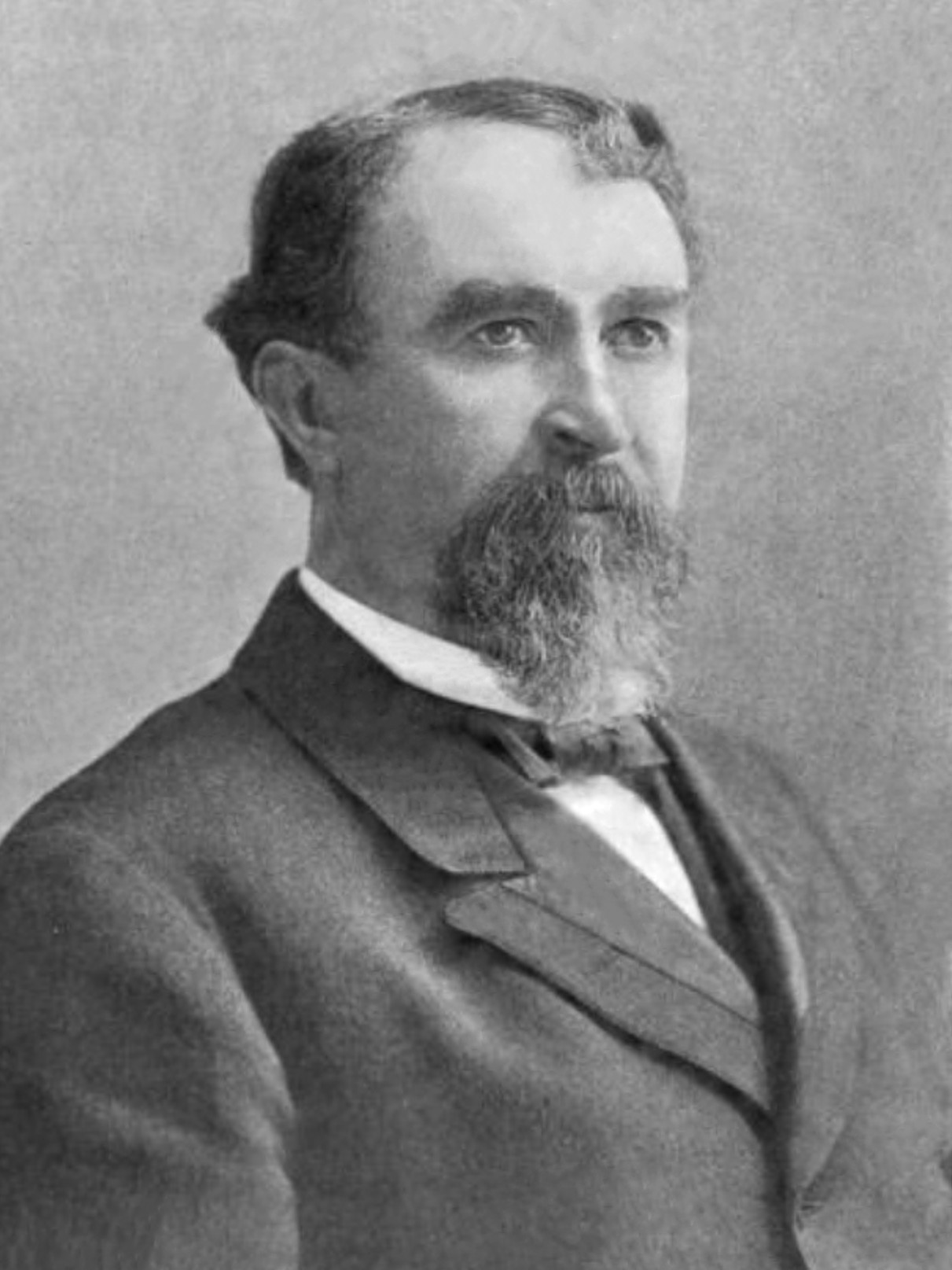
Thomas Lowry

Thomas Lowry (geboren am 27. Februar 1843 im Logan County, Illinois; gestorben am 4. Februar 1909 in Minneapolis, Minnesota) war ein amerikanischer Geschäftsmann und Unternehmer. Er förderte die Entwicklung von Minneapolis und war Präsident der Straßenbahngesellschaft Twin Cities Rapid Company sowie der Eisenbahngesellschaft Minneapolis, St. Paul and Sault Ste. Marie Railway.

## Leben
Thomas Lowry wurde als Sohn des in Irland geborenen Samuel R. Lowry und von Rachel Bullock geboren. Seine Mutter starb in seiner Kindheit. Drei seiner fünf Geschwister starben als Kinder.
Ab 1850 studierte Thomas Lowry an der Lombard University in Galesburg (Illinois). Mit 20 Jahren erkrankte er an Tuberkulose und musste das Studium abbrechen. Nachdem er ein Jahr pausiert hatte, begann er eine Anwaltslehre in Rushville (Illinois). 1867 erlangte er die Anwaltszulassung und ging nach Minneapolis, um dort eine Kanzlei zu eröffnen. Ab 1869 war er Partner von Austin H. Young, der 1871 Bezirksrichter wurde.

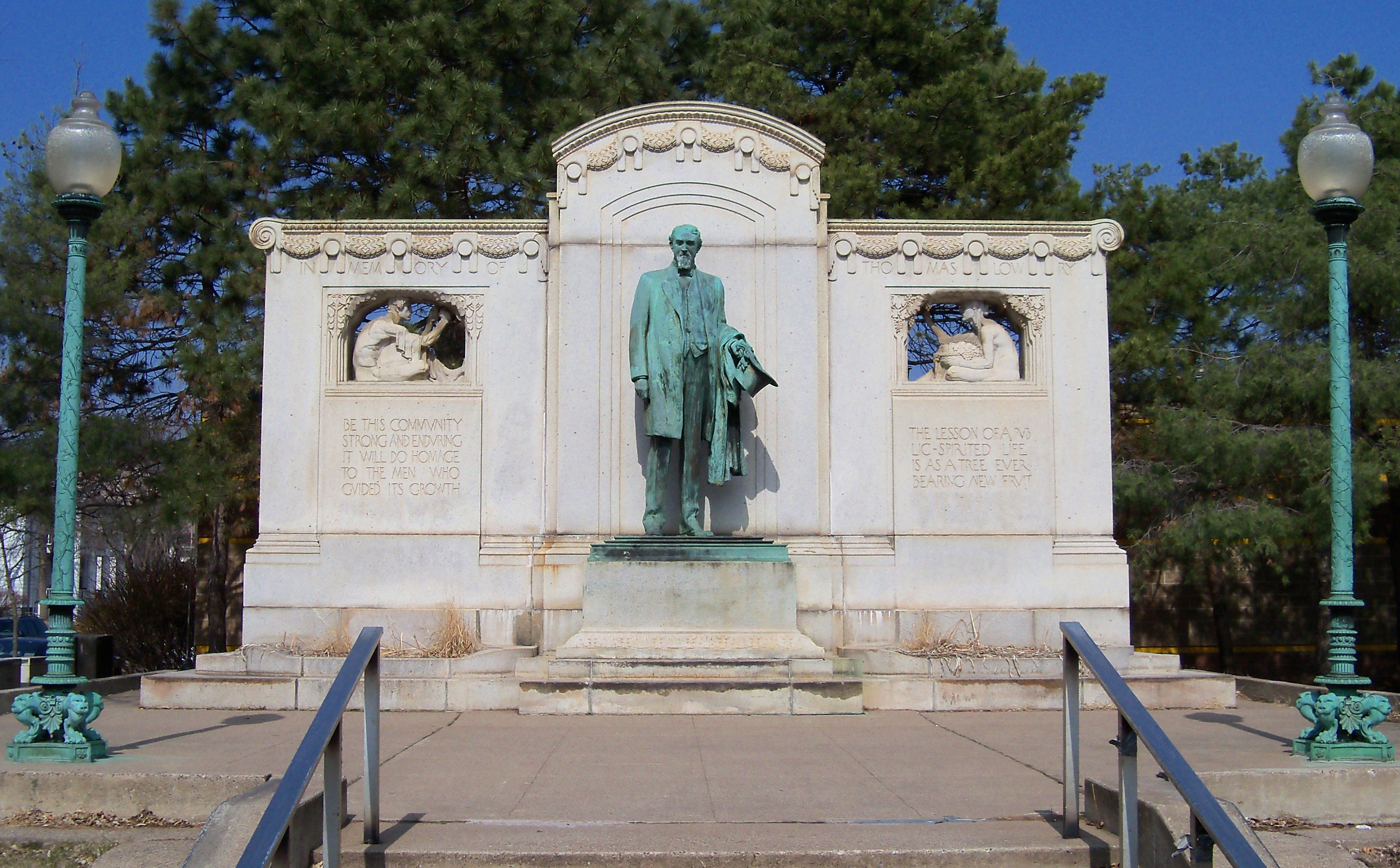
Denkmal für Thomas Lowry

Daneben begann er in die Immobilienwirtschaft einzusteigen und schließlich spezialisierte er sich darauf. Insbesondere seine Bekanntschaft mit Calvin Goodrich, seinem späteren Schwiegervater, ermöglichte ihm den Erwerb von größeren Parzellen südlich der Stadt Minneapolis (Groveland Addition). In den 1870er war er für rund ein Drittel der Immobilien- und Grundstücksgeschäfte in Minneapolis verantwortlich. Während dieser Zeit errichtete er auch den Familiensitz im Bezirk Lowry Hill, der damals am Rande der Stadt lag.
Thomas Lowry erkannte die Möglichkeiten der Straßenbahnen um die Entwicklung und Wertsteigerung von Grundstücken zu verbessern. So beteiligte er sich 1875 mit anderen Investoren (u. a. William S. King) an der Minneapolis Street Railway. 1878 wurde er Präsident dieser Gesellschaft. In der Folge legte er für den Rest seines Lebens einen starken Fokus seiner Geschäftstätigkeit auf das Straßenbahnunternehmen.
1891 fusionierte er die Minneapolis Street Railway mit der ebenfalls von ihm kontrollierten St. Paul City Railway zur Twin City Rapid Transit Company. Die Fusion und die Wirtschaftskrise 1893 führten Lowry an den Rand des Ruins. Er konnte jedoch durch Kontakte zu Investoren das Unternehmen retten.
1883 war er Mitgründer der Minneapolis, Sault Ste. Marie and Atlantic Railway und 1884 der Minneapolis and Pacific Railway, Vorgängergesellschaften der Minneapolis, St. Paul and Sault Ste. Marie Railway. Er wurde zweiter Präsident dieser Gesellschaft, nach dem William D. Washburn als Senator nach Washington gegangen war. Zunächst wollte er diese Position nur kurzzeitig innehaben. Da der im Juni 1890 gefundene Nachfolger Frederick Norton Finney bereits im folgenden Jahr die Position wieder aufgab, übernahm Lowry erneut die Präsidentschaft.
Thomas Lowry war am Bau des Lower Dam Hydro Plants bei St. Anthony Falls 1897 beteiligte und bezog sämtliche Energie für die Straßenbahnen von diesem Wasserkraftwerk. Weiterhin setzte er sich für den Bau des West Hotels, sowie für die städtischen Bibliotheken sowie den Bau von öffentlichen Parks ein. 1905 erwarb er den Lincoln Funeral Car, den Personenwagen, mit dem der Leichnam Abraham Lincolns von Washington nach Springfield (Illinois) überführt wurde. 1911 wurde der Wagen jedoch bei einem Buschbrand vernichtet.
Ab 1905 erkrankte er wieder an Tuberkulose. Deshalb verbrachte er die Wintermonate in Arizona und Texas.
Er war außerdem Mitgründer der North American Telegraph Company, der General Electric Company of Minnesota und Mitgründer und Treuhänder des Lakewood Cemetery.
1870 heiratete er Beatrice Goodrich (1854–1915). Das Ehepaar hatte drei Kinder.

## Nachwirkung
1915 wurde zu seinem Ehren eine lebensgroße Bronzestatue an der Kreuzung Hennepin und Lyndale Avenue eingeweiht. Außerdem sind ein Park auf dem Lowry Hill sowie die Lowry Avenue nach ihm benannt.
Auf dem Friedhof Lakewood Cemetery wurde das Lowry-Goodrich Mausoleum im Stil des Parthenon-Tempels errichtet.